# Comercio atlántico de esclavos

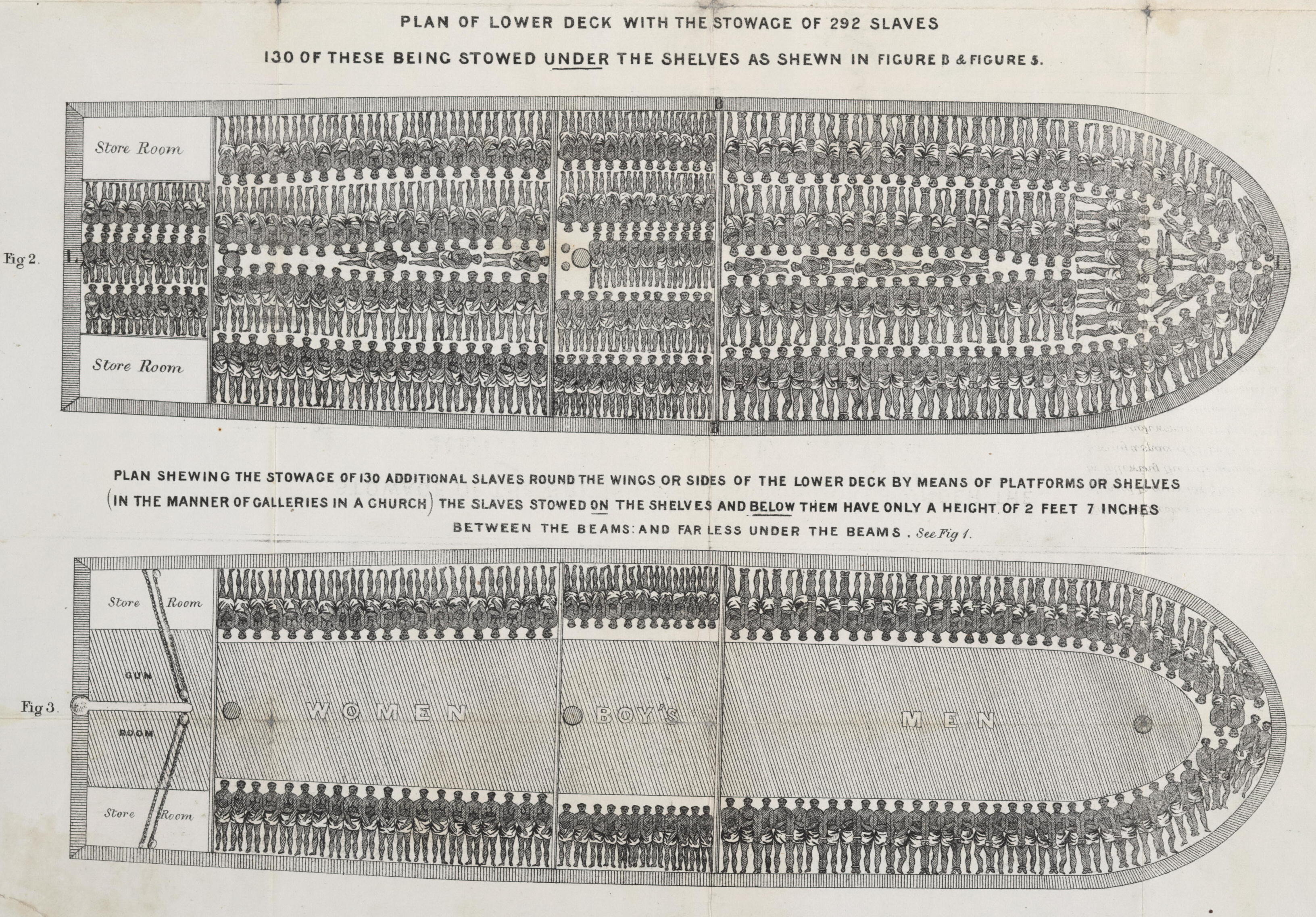
Estiba de un barco esclavista británico (1788).

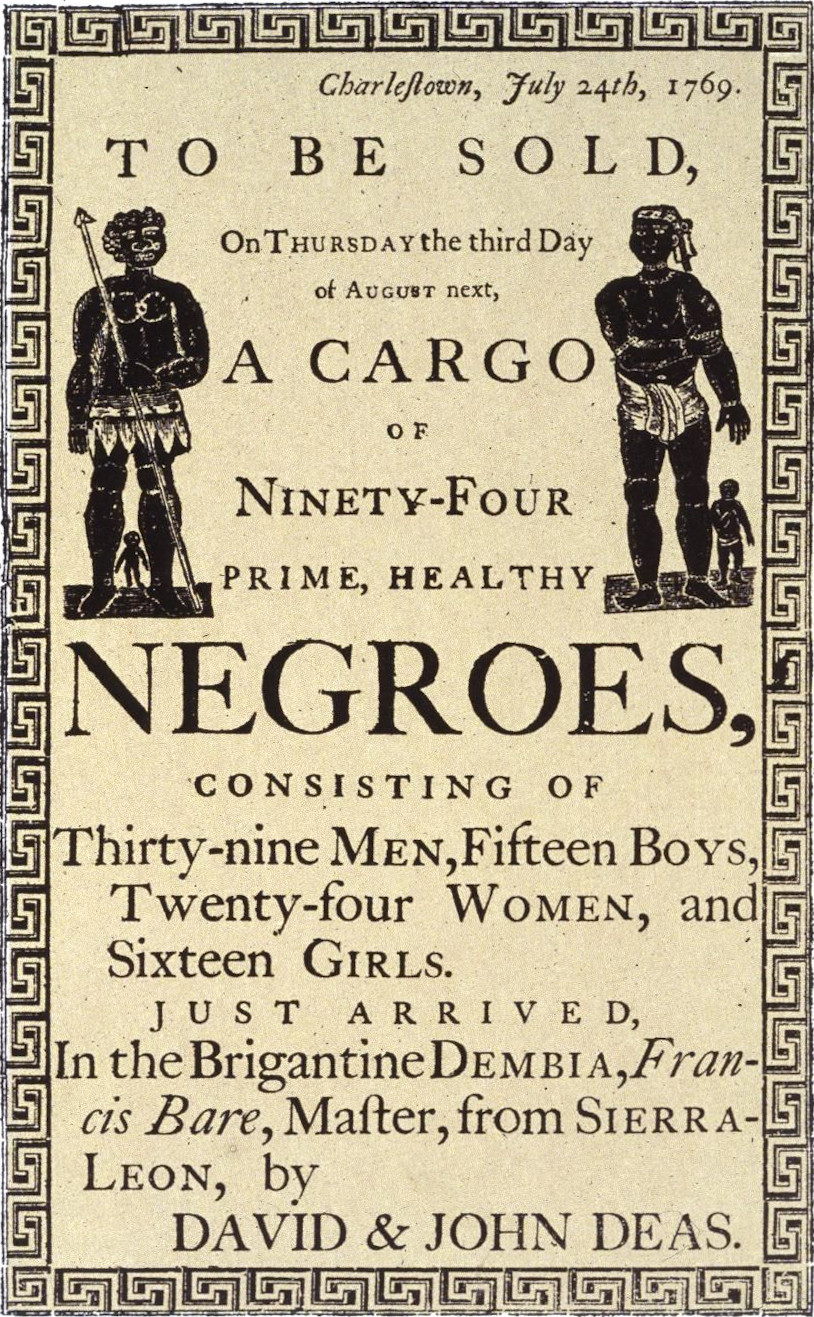
Reproducción de un cartel anunciando una subasta de esclavos en Charleston, Carolina del Sur, en 1769.

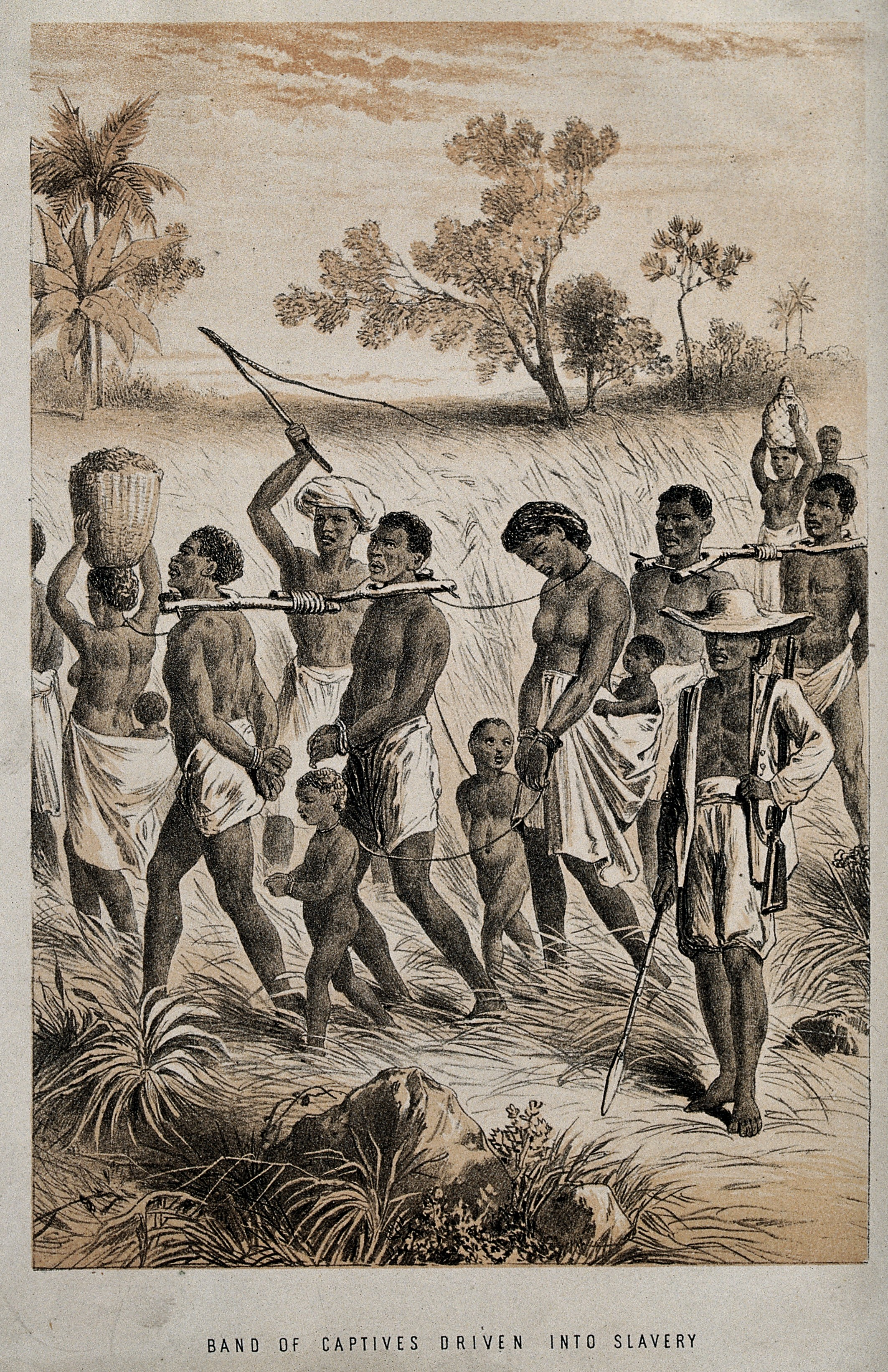
Ilustración de un libro sobre el explorador David Livingstone: grupo de hombres, mujeres y niños capturados para ser vendidos como esclavos en África Oriental, finales del.

El comercio atlántico de esclavos, también conocido como comercio transatlántico de esclavos o simplemente como trata atlántica, hace referencia al tráfico de esclavos que tuvo lugar a través del Océano Atlántico entre los siglos XVI y XIX. La inmensa mayoría de los esclavos sometidos por este tráfico provenían de las zonas centrales y occidentales de África, habiendo sido capturados por africanos de tribus más poderosas, quienes los vendían a comerciantes europeos, que los transportaban a América para venderlos. Allí, los esclavos eran obligados a trabajar en las plantaciones de café, azúcar, tabaco y algodón, en las minas de oro y plata, en los campos de arroz, en la industria de la construcción, en la madera, en la construcción de barcos y en hogares como sirvientes. El comercio de esclavos es denominado «Maafa» por académicos modernos africanos y afroestadounidenses, término que significa «holocausto» o «gran desastre» en suajili, un idioma del África oriental.
El Imperio portugués fue el primero en participar en el comercio de esclavos para el Nuevo Mundo en el siglo XVI y pronto siguieron otros. Los propietarios de barcos de esclavos consideraban a los esclavos como un cargamento que debería transportarse a América lo más rápido y barato posible. Los primeros africanos llevados a las colonias inglesas fueron clasificados como "sirvientes contratados" y también como "aprendices de por vida". A mediados del siglo XVII, la esclavitud se había consolidado como una casta racial; los esclavos negros y sus descendientes eran propiedad oficial de sus dueños y los niños nacidos de madres esclavas también se consideraban esclavos. Como propiedad, las personas se consideraban un tipo de mercancía o unidades de trabajo y se vendían en mercados, junto con productos y servicios. Los principales traficantes de esclavos del Atlántico, ordenados por volumen de comercio, fueron: los imperios portugués, británico, francés y neerlandés, además de Estados Unidos (especialmente la región sur). Establecieron puestos de avanzada en la costa africana donde compraban esclavos a los líderes africanos locales. Las estimaciones actuales son que aproximadamente 12 millones de africanos fueron transportados a través del Atlántico, aunque el número de personas compradas por traficantes de esclavos es considerablemente mayor.
Alrededor del 36% del comercio de esclavos en el Atlántico entre 1600 y 1885 fue realizado por el Imperio británico, por delante del Imperio colonial francés, donde el 30% del comercio de esclavos en el Atlántico entre 1600 y 1885 fue realizado por Francia. 

## Trasfondo
Al descubrir nuevas tierras a través de sus exploraciones navales, los colonos europeos pronto comenzaron a migrar y establecerse en tierras fuera de su continente natal. Frente a las costas de África, los emigrantes europeos, bajo las órdenes del Reino de Castilla, invadieron y colonizaron las Islas Canarias durante el siglo XV, donde dedicaron gran parte de la tierra a la producción de vino y azúcar. Junto con esto, también capturaron a los nativos de las Islas Canarias, los guanches, para usar a los esclavos tanto en las islas como en todo el Mediterráneo cristiano. Utilizando las Islas Canarias como base naval, los europeos, en ese momento principalmente comerciantes portugueses, comenzaron a trasladar sus actividades por la costa occidental de África, realizando redadas en las que capturaban esclavos para luego venderlos en el Mediterráneo. Aunque inicialmente tuvo éxito en esta empresa, "no pasó mucho tiempo antes de que las fuerzas navales africanas fueran alertadas sobre los nuevos peligros, y los barcos portugueses [asaltantes] comenzaron a encontrar una resistencia fuerte y efectiva.
Para 1494, el rey portugués había firmado acuerdos con los gobernantes de varios estados de África occidental que permitirían el comercio entre sus respectivos pueblos, lo que permitiría a los portugueses "aprovechar" la "economía comercial bien desarrollada de África ... sin entablar hostilidades". ".  "El comercio pacífico se convirtió en la norma en toda la costa africana", aunque hubo algunas raras excepciones en las que los actos de agresión desembocaron en violencia. Por ejemplo, los comerciantes portugueses intentaron conquistar las islas Bissagos en. En 1840, Portugal, con el apoyo del Reino de Kongo, tomó el control de la región suroeste de Angola para asegurar su interés económico amenazado en el área. Aunque Kongo se unió más tarde a una coalición en 1870 para expulsar a los portugueses, Portugal se había asegurado un punto de apoyo en el continente que continuó ocupando hasta el siglo XXI. A pesar de estos incidentes de violencia ocasional entre fuerzas africanas y europeas, muchos estados africanos se aseguraron de que cualquier comercio se desarrollara en sus propios términos, por ejemplo, imponiendo aranceles aduaneros a los barcos extranjeros. En 1525, el rey de Kongolese Afonso I se apoderó de un barco francés y su tripulación para comerciar ilegalmente en su costa.

### Viaje atlántico

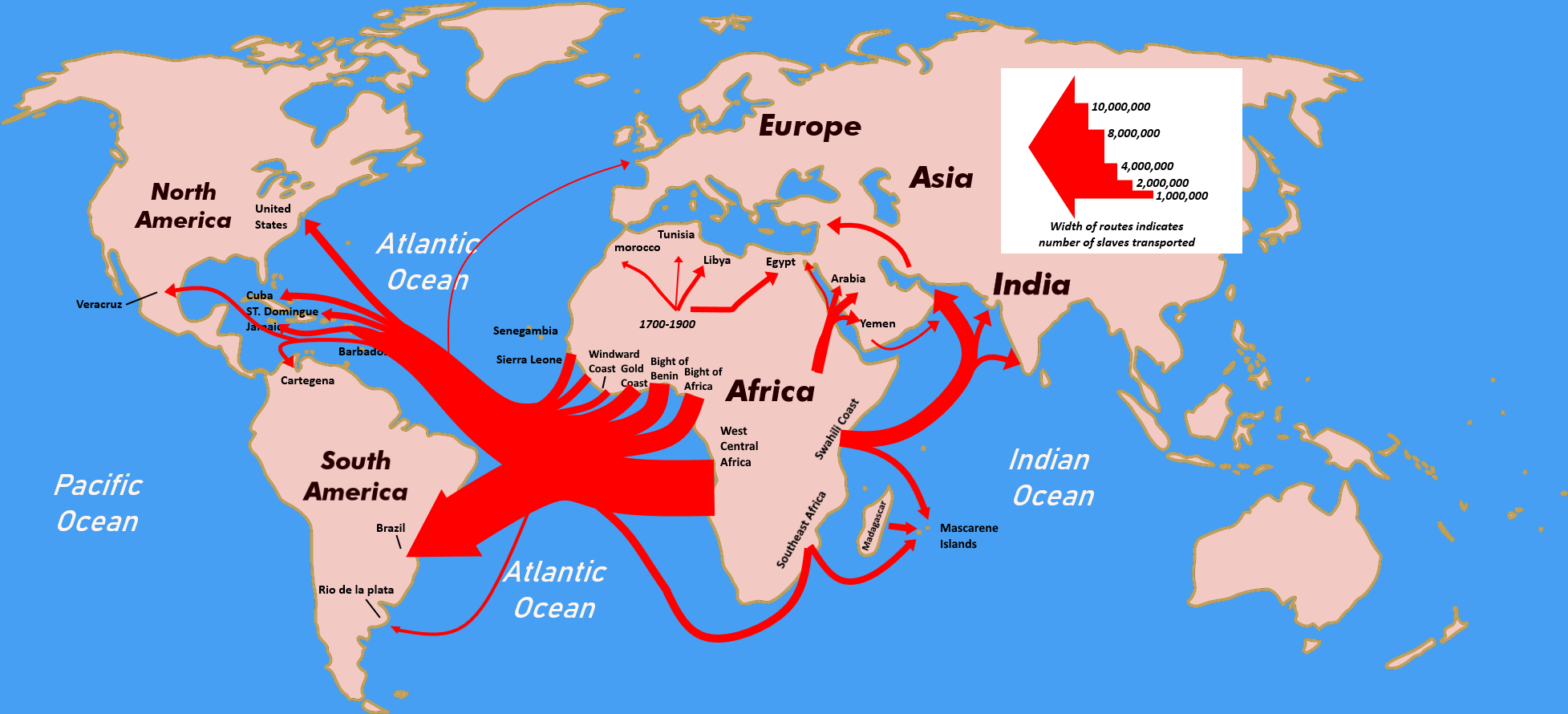
Trata de esclavos africanos, 1500-1900.

El comercio atlántico de esclavos comenzó tras las primeras relaciones entre continentes que pusieron en contacto el Viejo Mundo (Europa y África) con el Nuevo Mundo (América). Durante siglos, las corrientes habían hecho los viajes a través de los océanos especialmente difíciles y arriesgados para los barcos disponibles en la época, lo que había impedido el contacto entre esos continentes. En el siglo XV, sin embargo, los nuevos desarrollos tecnológicos europeos permitieron la construcción de buques mejor preparados para enfrentarse a la altamar y esas corrientes, lo que hacía posible los viajes por el océano Atlántico. Al lograrlo, los mercantes europeos entraron en contacto con las sociedades en la costa oeste de África y en América con quienes nunca antes habían tenido relación.

### Esclavitud africana
La esclavitud era practicada en algunas partes de África, Europa, Asia y América antes del comienzo del comercio atlántico de esclavos. Existe evidencia de esclavitud llevada a cabo por algunos estados africanos, quienes exportaban esclavos a su vez a otros estados africanos, europeos y asiáticos con anterioridad a la colonización europea de América.
El comercio atlántico de esclavos no fue el único comercio de esclavos que tuvo lugar en África, aunque fue el mayor en volumen e intensidad. Tal y como Elikia M’bokolo escribió en Le Monde diplomatique, «el continente africano fue sangrado de sus recursos humanos por todas las rutas posibles. A través del Sahara, del mar Rojo, desde los puertos del océano Índico y a través del Atlántico. Al menos diez siglos de esclavitud en beneficio del mundo musulmán (desde el siglo noveno al diecinueve). Cuatro millones de personas esclavizadas exportadas a través del mar Rojo, otros cuatro millones a través de los puertos Swahili del océano Índico, aproximadamente nueve millones en la ruta de las caravanas transahariana, y de once a veinte millones (dependiendo del autor) a través del océano Atlántico.»

### Colonización europea y esclavitud en África Occidental
Tras descubrir nuevas tierras a través de sus exploraciones navales, los colonizadores europeos pronto comenzaron a emigrar y asentarse en tierras fuera de su continente natal. Frente a las costas de África, los emigrantes europeos, bajo las directrices del Reino de Castilla, invadieron y colonizaron las Islas Canarias durante el siglo XV, donde convirtieron gran parte de la tierra a la producción de vino y azúcar. Junto con esto, también capturaron a los nativos canarios, los guanches, para utilizarlos como esclavos tanto en las islas como en todo el Mediterráneo cristiano.
Como señaló el historiador John Thornton, "la motivación real de la expansión europea y de los avances en la navegación era poco más que explotar la oportunidad de obtener beneficios inmediatos mediante incursiones y la incautación o compra de productos comerciales". Utilizando las Islas Canarias como base naval, los europeos, en aquel momento principalmente comerciantes portugueses, comenzaron a desplazar sus actividades por la costa occidental de África, realizando incursiones en las que se capturaban esclavos para su posterior venta en el Mediterráneo. Aunque al principio tuvieron éxito en esta empresa, "no pasó mucho tiempo antes de que las fuerzas navales africanas fueran alertadas de los nuevos peligros, y los barcos portugueses [de asalto] comenzaron a encontrar una resistencia fuerte y eficaz", siendo las tripulaciones de varios de ellos asesinadas por los marineros africanos, cuyos barcos estaban mejor equipados para atravesar las costas y los sistemas fluviales de África occidental.

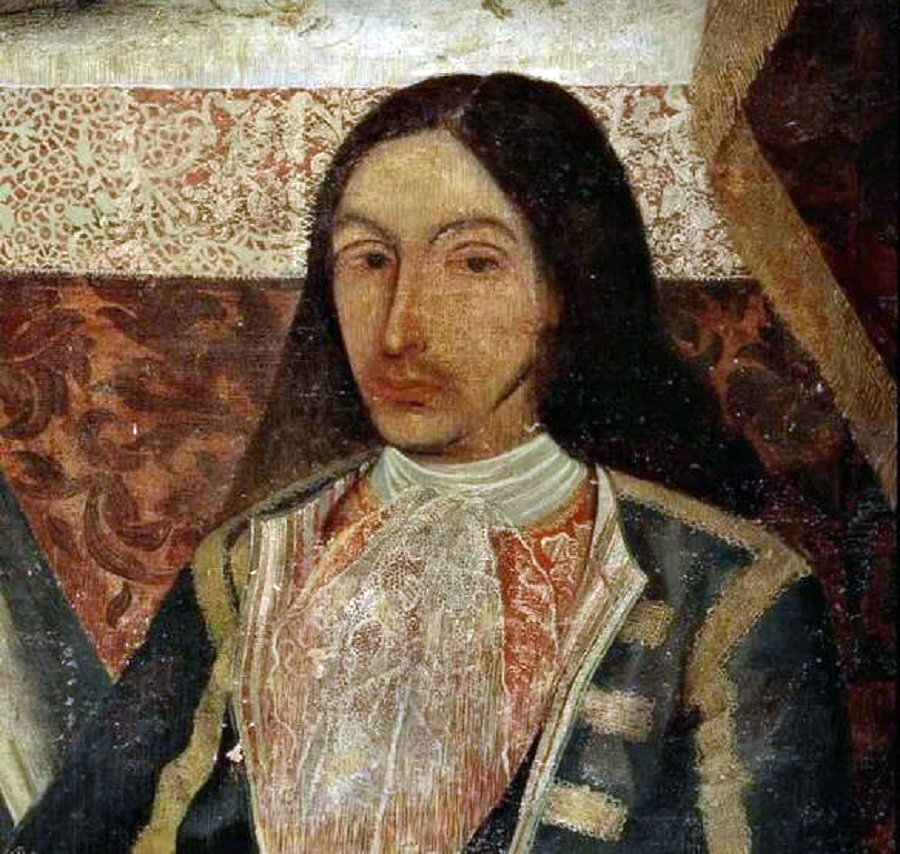
El español Amaro Pargo fue uno de los corsarios más famosos de la Edad de oro de la piratería. Participó en el comercio de esclavos africanos en la América hispana.

Hacia 1494, el rey portugués había firmado acuerdos con los gobernantes de varios estados de África occidental que permitirían el comercio entre sus respectivos pueblos, lo que permitió a los portugueses "aprovechar" la "economía comercial bien desarrollada en África... sin entablar hostilidades". "El comercio pacífico se convirtió en la norma a lo largo de toda la costa africana", aunque hubo algunas raras excepciones en las que los actos de agresión desembocaron en violencia. Por ejemplo, los comerciantes portugueses intentaron conquistar las Islas Bissagos en 1535. En 1571 Portugal, apoyado por el Reino del Kongo, tomó el control de la región suroccidental de la Angola para asegurar sus amenazados intereses económicos en la zona. Aunque Kongo se unió más tarde a una coalición en 1591 para expulsar a los portugueses, Portugal se había asegurado un punto de apoyo en el continente que siguió ocupando hasta el siglo XX. A pesar de estos incidentes de violencia ocasional entre fuerzas africanas y europeas, muchos estados africanos se aseguraron de que cualquier comercio se desarrollara en sus propios términos, por ejemplo, imponiendo derechos de aduana a los barcos extranjeros. En 1525, el rey kongol Afonso I confiscó un navío francés y su tripulación por comerciar ilegalmente en su costa.
Los historiadores han debatido ampliamente la naturaleza de la relación entre estos reinos africanos y los comerciantes europeos. El historiador guyanés Walter Rodney (1972) ha argumentado que se trataba de una relación desigual, en la que los africanos se veían obligados a realizar un comercio "colonial" con los europeos, más desarrollados económicamente, intercambiando materias primas y recursos humanos (es decir, esclavos) por productos manufacturados. Argumentaba que este acuerdo comercial económico que se remontaba al siglo XVI era lo que había llevado al subdesarrollo de África en su propia época. Estas ideas fueron apoyadas por otros historiadores, entre ellos Ralph Austen (1987). Esta idea de una relación desigual fue rebatida por John Thornton (1998), quien argumentó que "el comercio atlántico de esclavos no era ni de lejos tan crítico para la economía africana como creían estos estudiosos" y que "la manufactura africana [en este periodo] era más que capaz de hacer frente a la competencia de la Europa preindustrial". Sin embargo, Anne Bailey, comentando la sugerencia de Thornton de que africanos y europeos eran socios en pie de igualdad en el comercio de esclavos en el Atlántico, escribió:

[V]er a los africanos como socios implica igualdad de condiciones y de influencia en los procesos globales e intercontinentales del comercio. Los africanos tenían una gran influencia en el propio continente, pero no tenían ninguna influencia directa en los motores del comercio en las empresas de capital, las compañías navieras y de seguros de Europa y América, o los sistemas de plantación en América. No ejercieron ninguna influencia en los centros de fabricación de edificios de Occidente. 

## SiglosXVI-XIX
El comercio atlántico de esclavos suele dividirse en dos épocas, conocidas respectivamente como el primer y segundo sistema atlántico.
El primer sistema atlántico fue el comercio de africanos esclavizados hacia, principalmente, las colonias americanas de los imperios español y portugués. Representó solo alrededor del 3 % de todo el comercio atlántico de esclavos. Comenzó, en una escala significativa, hacia 1502 y se mantuvo hasta 1580, cuando Portugal se unió temporalmente con España. Mientras que los portugueses comerciaban por sí mismos con esclavos, el imperio español utilizaba el sistema del asiento, concediendo a los mercantes (mayoritariamente de otros países) la licencia para comerciar con esclavos con sus colonias. Durante el primer Sistema Atlántico, la mayor parte de los comerciantes fueron portugueses, quienes ostentaron un casi monopolio de este tráfico, aunque algunos comerciantes holandeses, ingleses, españoles y franceses también participaron en el comercio de esclavos. Tras la unión, Portugal quedó debilitado, siendo su imperio colonial atacado por los holandeses e ingleses.

Principales regiones de procedencia de esclavos en África, entre los siglos y.

El segundo sistema atlántico se refiere al tráfico de africanos esclavizados realizado mayoritariamente por comerciantes británicos, portugueses, franceses y holandeses desde el siglo XVII. El principal destino de esta fase fueron las colonias caribeñas, Brasil y Norteamérica, a medida que un número de países europeos construían colonias económicamente dependientes de la esclavitud en el Nuevo Mundo. Entre los proponentes de este sistema están John Hawkins y Francis Drake. En esta época también, aunque en menor medida, importantes comerciantes españoles transportaban esclavos como mano de obra para las plantaciones azucareras y para el servicio doméstico, especialmente en el área del mar Caribe. El corsario y comerciante español Amaro Pargo (1678-1747) llegó a realizar el transporte de esclavos al Caribe, si bien, se estima, en menor medida que otros capitanes y personajes de la época dedicados a esta actividad. En 1710, el corsario se vio envuelto en una denuncia por parte del presbítero Alonso García Ximénez, el cual le acusaba de liberar a un esclavo africano llamado Sebastián, que era transportado hasta Venezuela en uno de los barcos de Amaro. El citado Alonso García otorga un poder el 18 de julio de 1715 a Teodoro Garcés de Salazar para que le reclamara en Caracas su devolución. A pesar de este hecho, el propio Amaro Pargo poseyó también esclavos en su servicio doméstico.
Solo una cifra ligeramente superior al 3 % de las personas esclavizadas fueron comerciadas entre 1450 y 1600, el 16 % en el siglo XVII y más de la mitad de ellos fueron exportados en el siglo XVIII, siendo el restante 28,5 % objeto de tráfico durante el siglo XIX.
En una fecha tan tardía como 1860 llegó a Alabama el último barco negrero estadounidense, el Clotilde. A bordo iban más de un centenar de esclavos capturados en África. Hasta 2019 se creyó que el último superviviente de ese grupo fue Oluale Kossola, renombrado Cudjo Lewis, que murió en 1935, pero una investigación de aquel año señaló a una mujer llamada Rodisha, a la que su amo le puso el nombre de Sally Smith, como la última esclava africana ya que murió dos años después, en 1937.

### Comercio triangular

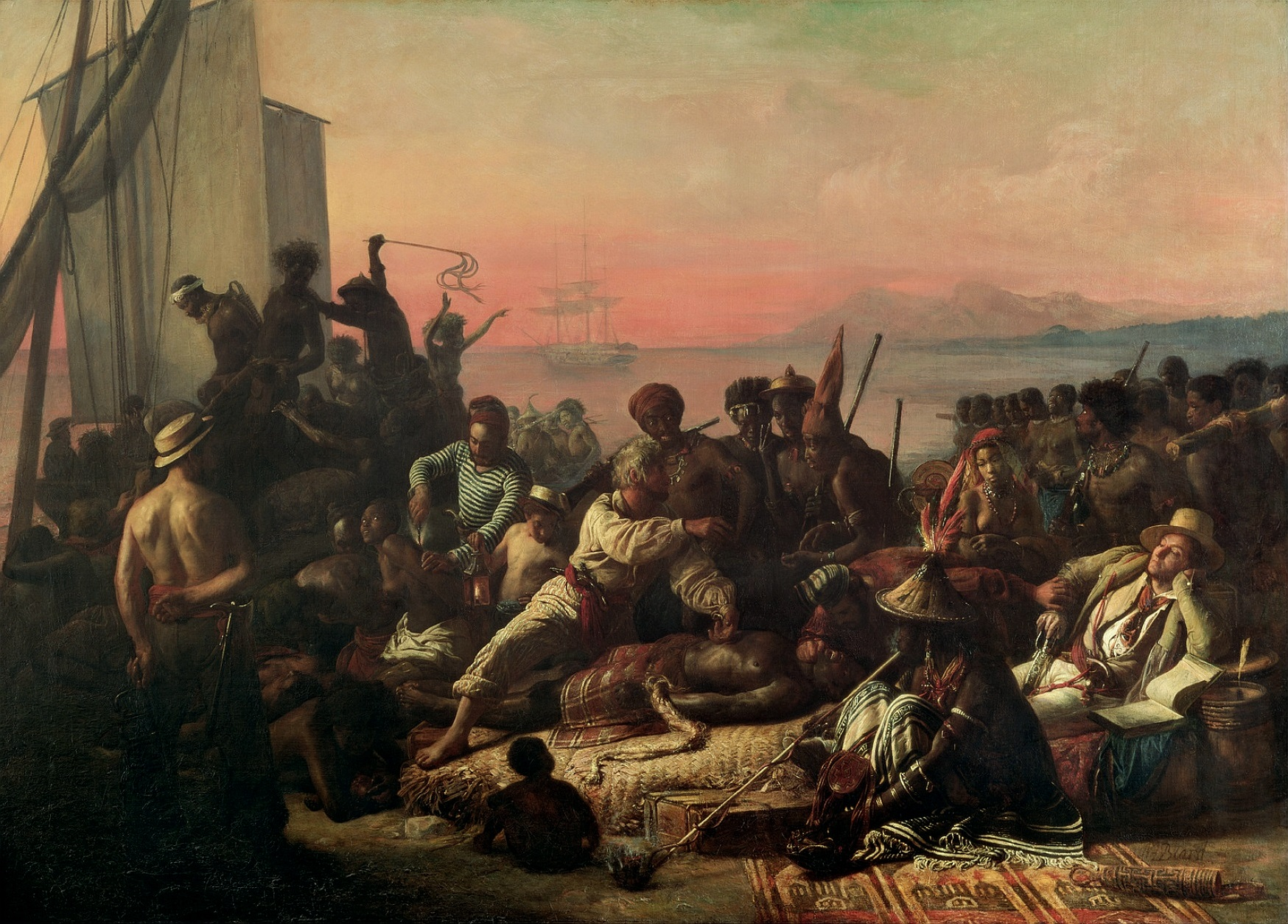
"El comercio de esclavos" por Auguste François Biard, 1840.

Los colonialistas europeos inicialmente practicaban un sistema al mismo tiempo de trabajos forzados y de esclavitud de nativos americanos, esclavizando a la mayor parte de los nativos del Nuevo Mundo.En los territorios españoles las leyes nuevas protegieron a los indígenas desde mediados del siglo XVI y los africanos reemplazaron a los nativos como la principal población esclavizada de América. En los territorios portugueses, ingleses, franceses y holandeses los nativos siguieron siendo esclavizados o directamente aniquilados y sustituidos por mano de obra esclava africana.
En algunos casos, como el de las islas del Caribe, las guerras y enfermedades como la viruela eliminaron a los indígenas completamente. En otros casos, como en Carolina del Sur, Virginia y Nueva Inglaterra, la necesidad de alianzas con las tribus nativas sumada a la disponibilidad de esclavos africanos a precios asequibles llevaron a la progresiva desaparición de la esclavitud de nativos americanos.[cita requerida]

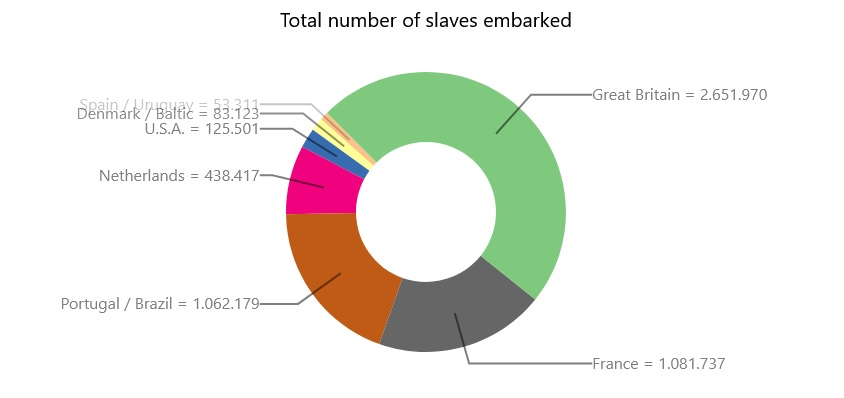
Esclavos embarcados hacia América desde 1450 hasta 1800 por país

Los países que controlaban el mercado transatlántico de esclavos en términos de número de esclavos embarcados eran: Reino Unido, Portugal y Francia.[cita requerida] España prácticamente no comerciaba con esclavos hasta 1810, tras las rebeliones e independencias de sus territorios americanos o virreinatos.[cita requerida] Tras las invasiones napoleónicas, España había perdido su industria y sus territorios americanos estaban en guerra civil a punto de independizarse, excepto Cuba y Puerto Rico, donde comenzó el comercio masivo de esclavos africanos hacia Cuba a partir de 1810.[cita requerida] Lo iniciaron plantadores franceses exiliados de la colonia perdida francesa de Saint Domingue (Haití) que se establecieron en la parte oriental de Cuba.
El primer lado del triángulo que formaba el comercio triangular de esclavos era el comercio de bienes desde Europa a África. Un buen número de reyes y comerciantes africanos tomó parte en el comercio de esclavos entre 1440 y hasta aproximadamente 1833. Por cada cautivo, los gobernantes africanos recibían una variedad de bienes europeos, entre los que se incluyen armas, munición y otros bienes industriales. La segunda pata del triángulo exportaba esos africanos esclavizados a través del océano Atlántico a América y las islas del Caribe. El tercer y último lado del triángulo lo forma el regreso de bienes a Europa desde América. Estos bienes eran fruto de las plantaciones y minas trabajadas por los esclavos, y entre sus productos se incluían azúcar, café, tabaco, algodón y ron.